# Sylvie Feron
Sylvie Feron, aussi appelée Sylvie Baucher-Feron, est une peintre, graveuse et décoratrice belge née en 1898 à Bruxelles et morte en 1984.
Formée à l'École des arts décoratifs de Paris, elle ouvre avec son mari René Baucher la galerie Baucher-Feron, avenue Louise à Bruxelles.

## Biographie
Sylvie Feron est une des arrière-petites-filles d'un des fondateurs des établissements Vanderborght, un magasin de décoration et de meubles créé en 1880 à Bruxelles.
Elle fait ses études à Paris à l'Elle s'est formée à l'École des arts décoratifs de Paris dans les années 1920. Lors de ses études déjà son travail ne passe pas inaperçu et elle est primée à de multiples reprises.
Elle rencontre René Baucher en travaillant à l'Atelier d'Art Pomone du grand magasin Bon Marché. Ils se marient en 1927 et ouvrent en 1934 leur bureau d'études de mobilier et d'aménagements intérieurs. Après la naissance de leur fils, Lucien-Jacques, ils quittent Paris et s'installent à Bruxelles.

## Carrière
Sylvie Feron est notamment spécialisée dans les gravures, les lithographies et les aquatintes. Toutefois, elle réalise également des peintures à l'huile sur toile comme le tableau De la Bièvre naquit la tapisserie des Gobelins qui orne aujourd'hui l'escalier d'honneur de la mairie du 13e arrondissement de Paris. Cette œuvre, datant de 1933, mesure 84 × 90 cm.
Elle a notamment créé les vitraux de la synagogue de l'Hospice de vieillards Israélites de la rue de la Glacière à Saint-Gilles, bâtiment classé à l'inventaire du patrimoine architectural de la Région de Bruxelles-Capitale.
Elle et son mari ont également réalisé des aménagements complets, notamment pour la Banque nationale et pour la famille Boël.
Toujours avec son mari, Sylvie Feron a participé à de nombreux événements comme le Salon de l'enfance et de la famille au Palais des beaux-arts de Bruxelles, à la Triennale de Milan en 1954 et 1957. Ils ont également exposé leurs œuvres à Oslo en 1951, Vienne en 1953 et New York en 1954. De plus, ils ont contribué à l'Exposition universelle de 1958 à Bruxelles.

### Galerie Baucher-Feron
En 1941, Sylvie Feron et René Baucher créent le magasin de décoration d'intérieure Baucher-Feron qu'ils adjoignent à leur bureau d'études sur l'avenue Louise au numéro 108. Le bureau fermera en 1980.
Les premières années, le magasin ne présente que leurs créations modernes en les mettant en avant grâce à des décorations plus traditionnelles.
Après la guerre, ils s'internationalisent et deviennent l'un des premiers magasins à présenter des meubles et objets de décoration modernes contemporaines.
En plus de diffuser des marques, ils soutiennent les jeunes créateurs et organisent des expositions d'art, de mobilier, de gravures contemporaines et deviennent alors une référence du contemporain à Bruxelles.
On y retrouvait des œuvres de plusieurs artistes belges et internationaux dont Le Corbusier, Charlotte Perriand, Simone Prouvé, Jean Prouvé, Jean Messagier, Jean Dewasne, Antoine de Vinck, Pierre Alechinsky, Bram van Velde, Jules Wabbes, Louis Daliers ou Pierre Culot.